# Grohner Düne
Die Grohner Düne in Bremen-Vegesack, Ortsteil Grohn, Friedrich-Klippert-Straße/Hermann-Fortmann-Straße/Bydolekstraße, ist eine Großwohnanlage und gehört zu den bedeutenden Bremer Bauwerken.

## Architektur

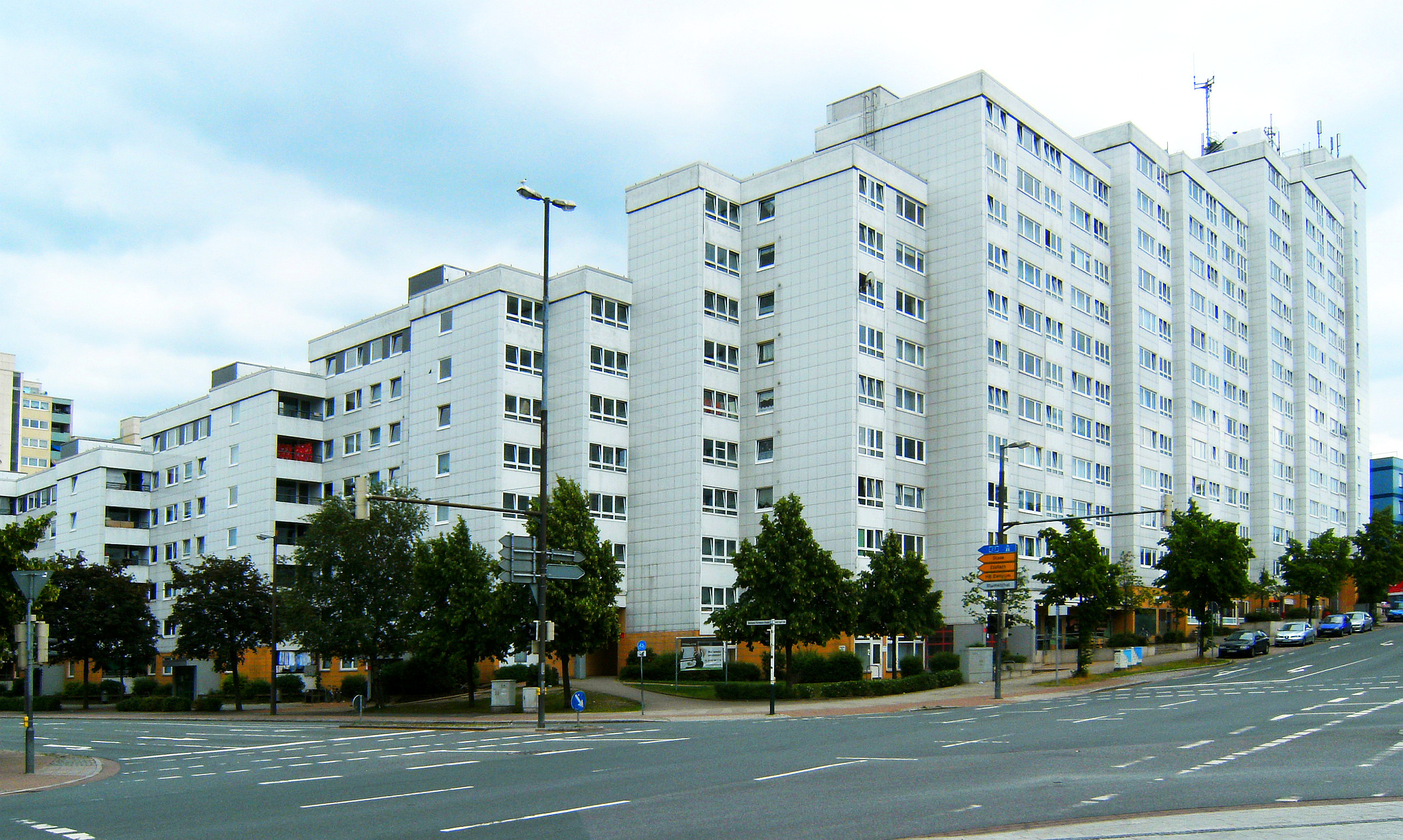
Grohner Düne – Westansicht

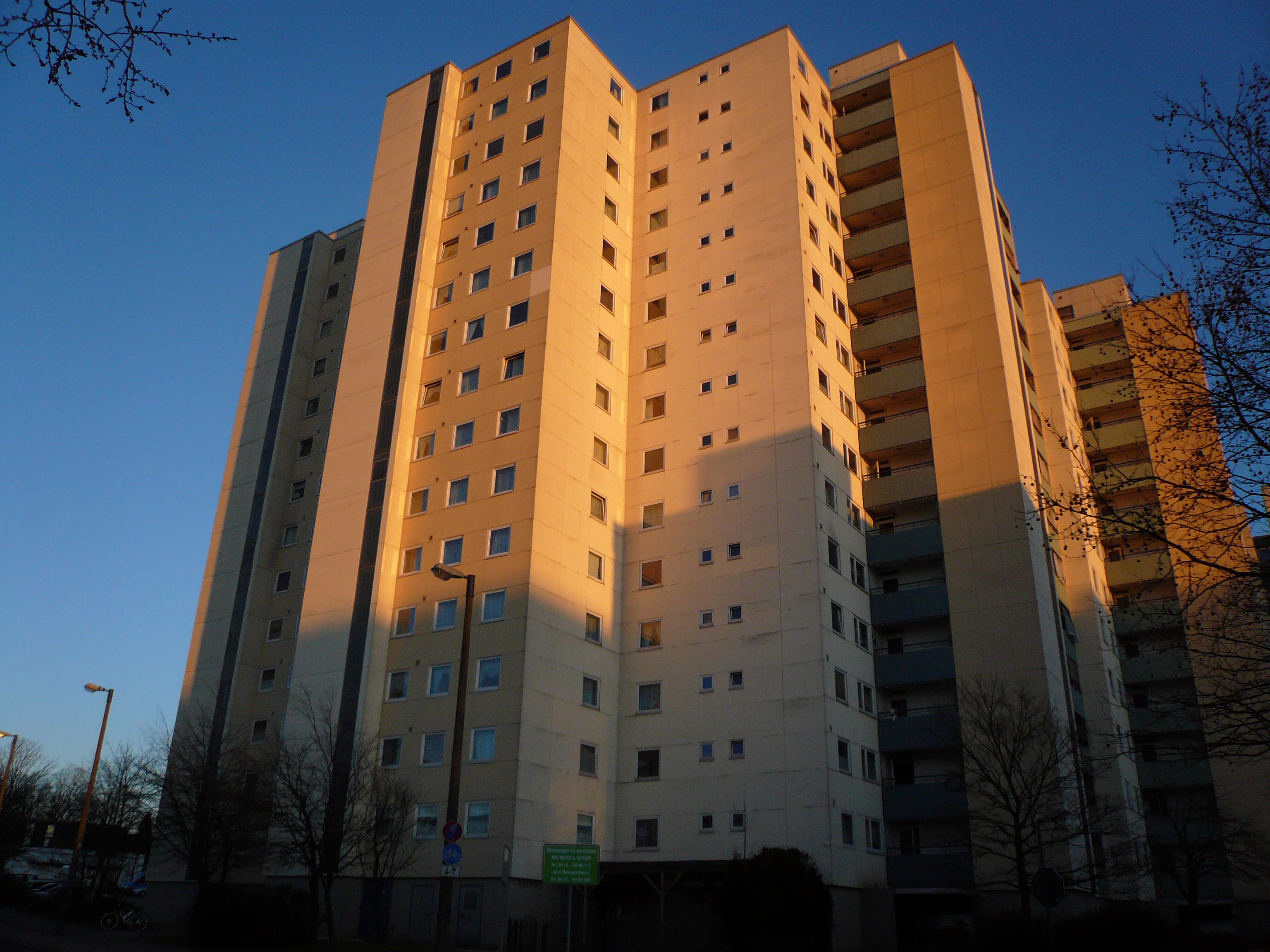
Grohner Düne – nördlicher Teil

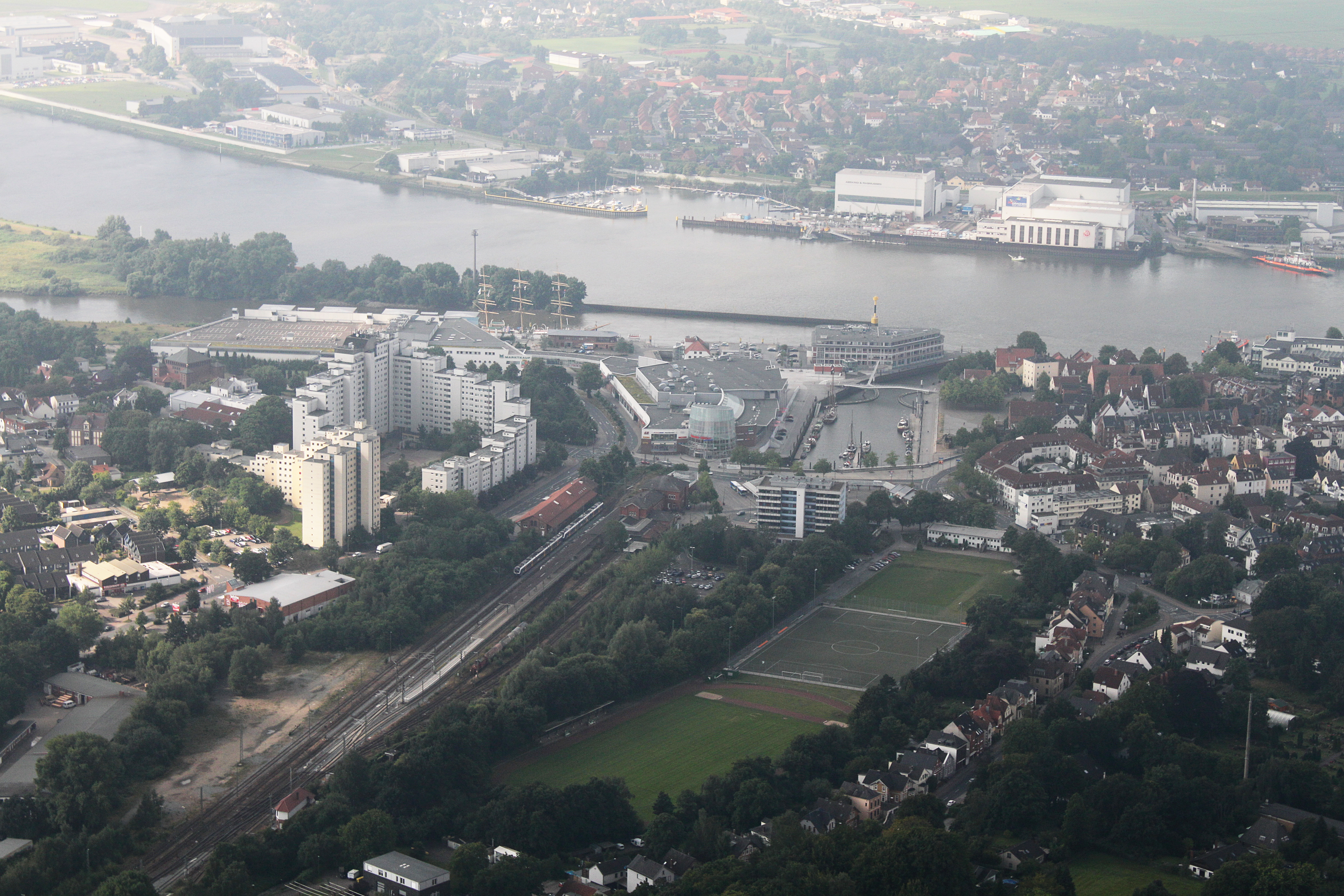
Luftaufnahme der Grohner Düne

Grohn ist mit ca. 6.200 Einwohnern ein Ortsteil des Stadtteils Vegesack. Als traditionelles Arbeiterquartier war Grohn früher überwiegend von kleinteiliger Siedlungsbebauung geprägt.
Auf dem ehemaligen Gelände der Norddeutschen Steingutfabrik war eine Großwohnanlage mit 730 Einheiten geplant. Realisiert wurden von 1969 bis 1973 von der Bremer Treuhand nur der erste und der zweite Bauabschnitt der Großwohnanlage Grohner Düne an der Grenze zwischen Grohn und Vegesack in der Nähe zum Bahnhof Vegesack, zum Einkaufszentrum Kontor und zum Vegesacker Hafen sowie zur Weser und zur Lesum. Die ringförmig, treppenartig angelegte 16-geschossige, bis 55 Meter hohe Bebauung mit 570 Wohnungen konzentriert sich auf engstem Raum. Architekt war die Planungsabteilung der Bremer Treuhand. Unter dem hofartigen Innenraum befindet sich die Tiefgarage.
Im Wandel der damaligen Architekturkritik wurden der dritte Bauabschnitt und auch andere Großbauprojekte wie am Vegesacker Fähranleger und am Sedanplatz in Vegesack nicht weiter verfolgt. In die Kritik geriet die hohe Verdichtung bei unzureichender Infrastruktur: Der gesamte Ortsteil Grohn unter Einschluss der Grohner Düne hat eine Fläche von nur ca. zwei Quadratkilometern, was eine Bevölkerungsdichte von über 2.800 Personen pro Quadratkilometer ergibt.
Der architekturführer bremen schreibt dazu: „In der stadträumlichen Wirkung des Bauwerks dominiert vor allen die Silhouette, die sich treppenartig hochstaffelt bis auf 16 Etagen – bekrönt von der Dachheizzentrale. Der Bau zeichnet damit übersteigert die natürliche Topographie nach. Allerdings steht die architektonische Qualität des weißen Riesen in keiner Relation zu seinem städtebaulichen Gestus. Die Fertigstellung der ersten beiden Bauabschnitte muss wie ein heilsamer Schock gewirkt haben … So gesehen bleibt die Grohner Düne ein warnendes Wahrzeichen.“ ()

## Dauerhafter sozialer Brennpunkt
Der Strukturwandel und der Niedergang der Vulkanwerft in Vegesack verursachten einen wirtschaftlichen Abschwung. Dies hatte auch erhebliche Auswirkungen auf die Mieterschaft in der Grohner Düne. Deshalb galt das Wohngebiet schon Mitte der 1980er Jahre als Quartier mit besonderem Entwicklungsbedarf.
Von 1984 bis 1990 wurden in Teilbereichen der Grohner Düne Nachbesserungsprojekte durchgeführt. Um die Negativentwicklung zu stoppen, nahm 1999 Bremen die Anlage in das kommunale Förderprogramm Wohnen in Nachbarschaften (WiN) auf und setzte für Grohn ein Quartiersmanagement ein. Mit umfangreichen Sanierungen von 1998/99 an sollte der Niedergang der Wohnanlage aufgehalten werden. Seit 2005 ist der Ortsteil Grohn im Städtebauförderungsprogramm Soziale Stadt. Die Grohner Düne blieb jedoch in der Kritik mit Formulierungen wie: „Integrationsprojekt in ‚Grohner Düne‘ gescheitert“ (Radio Bremen vom 17. Februar 2014), „Die Grohner Düne in Bremen-Nord ist ein sozialer Brennpunkt.“ (Weser-Kurier vom 20. Mai 2014)
Nach dem Ankauf des größeren Teils der Grohner Düne mit 422 Wohnungen hat 2014 der Immobilienkonzern Grand City Properties aus Zypern auch den zweiten Teil der Hochhaussiedlung mit 150 Wohnungen von einem niederländischen Unternehmen erworben. Der Konzern verwaltet damit alle 572 Wohnungen dieser Anlage.
2014 lebten hier knapp 1700 Menschen, 87 % davon haben einen Migrationshintergrund. Die tatsächliche Zahl der Bewohner wird von der Verwaltung wegen der großen Zahl von Flüchtlingen noch höher auf ca. 2000 (2016) geschätzt. Nach wie vor ist die Grohner Düne ein Konfliktherd, wo es häufiger zu Zusammenstößen zwischen (teils auch bewaffneten) ethnischen Gruppen und Familienclans kommt. Die klare kriminalpräventive Stoßrichtung des Integrationskonzepts „Pro Düne“ von 2013 wurde jedoch nicht umgesetzt. Anfang 2016 wurde von der Verwaltung ein neues Konzept zur Verbesserung der sozialen Situation vorgelegt, in dessen Entwicklung jedoch der Eigentümer nicht eingebunden war. Das geschah erst im August 2016, wobei sich der Eigentümer zur teilweisen Renovierung bereit erklärte.
Zunehmend Sorge bereitete nach Tumulten im Juli 2020 die Clankriminalität. Allein 200 Mitglieder einer Großfamilie leben in der Grohner Düne. Die Polizei spricht von Eigentums-, Körperverletzungs- und Betrugsdelikten.
Derzeit wird über eine Kommunalisierung der Wohnanlage verhandelt.